# Thomas D. Jones
Pour les articles homonymes, voir Jones et Thomas Jones.
Thomas David Jones est un astronaute américain né le 22 janvier 1955.

## Vols réalisés
- Endeavour STS-59 (9 avril 1994)
- Endeavour STS-68 (30 septembre 1994)
- Columbia STS-80 (19 novembre 1996), record de durée de vol d'une navette spatiale américaine (près de 18 jours)
- Atlantis STS-98 (7 février 2001), amarrage du module Destiny à la station spatiale ISS.